# Musée Massey
Le musée Massey est un musée d'art et d'histoire situé dans le quartier du centre-ville à Tarbes (canton de Tarbes 3), département des Hautes-Pyrénées en région Occitanie.
Le musée a rouvert en 2012, sur plus de 1 000 m2, après une rénovation complète du bâtiment et la restructuration de ses collections, pour les adapter à un parcours muséographique moderne, conçu pour répondre aux exigences actuelles de la conservation et de la présentation des collections publiques.
Le parcours se déroule sur les deux premiers niveaux où sont présentées deux des grandes collections du musée : la collection historique des hussards et la collection beaux-arts.
Le musée gère également plusieurs autres lieux de la ville de Tarbes : 
- la maison natale du maréchal Foch, une belle demeure de style bigourdan, dans le quartier historique, achetée par l'État, dont la propriété a été transférée à la ville de Tarbes en 2008. Transformée en musée on peut y voir des souvenirs du maréchal retraçant son itinéraire personnel et sa vie publique en tant que maréchal de France ;
- le musée de la déportation et de la résistance, lieu de mémoire créé à l'initiative d'associations d'anciens combattants, qui rassemble les souvenirs collectés par les protagonistes eux-mêmes ;
- la salle d'exposition du Carmel, installée dans l’ancienne chapelle, présente des expositions axées sur l'art contemporain.

## Historique
Le musée Massey est né de la volonté du botaniste Placide Massey (1777-1853), directeur des pépinières du Trianon et du potager de la Reine à Versailles, de doter sa ville d’un muséum d’histoire naturelle. Il a été créé à la suite du legs qu'il fit, à sa mort en 1853, donnant à la ville de Tarbes une partie de ses propriétés : un jardin exceptionnel et le chantier inachevé du muséum, bâtiment de style oriental, dominé par une tour d'observation sur les Pyrénées, œuvre de l'architecte Jean-Jacques Latour.

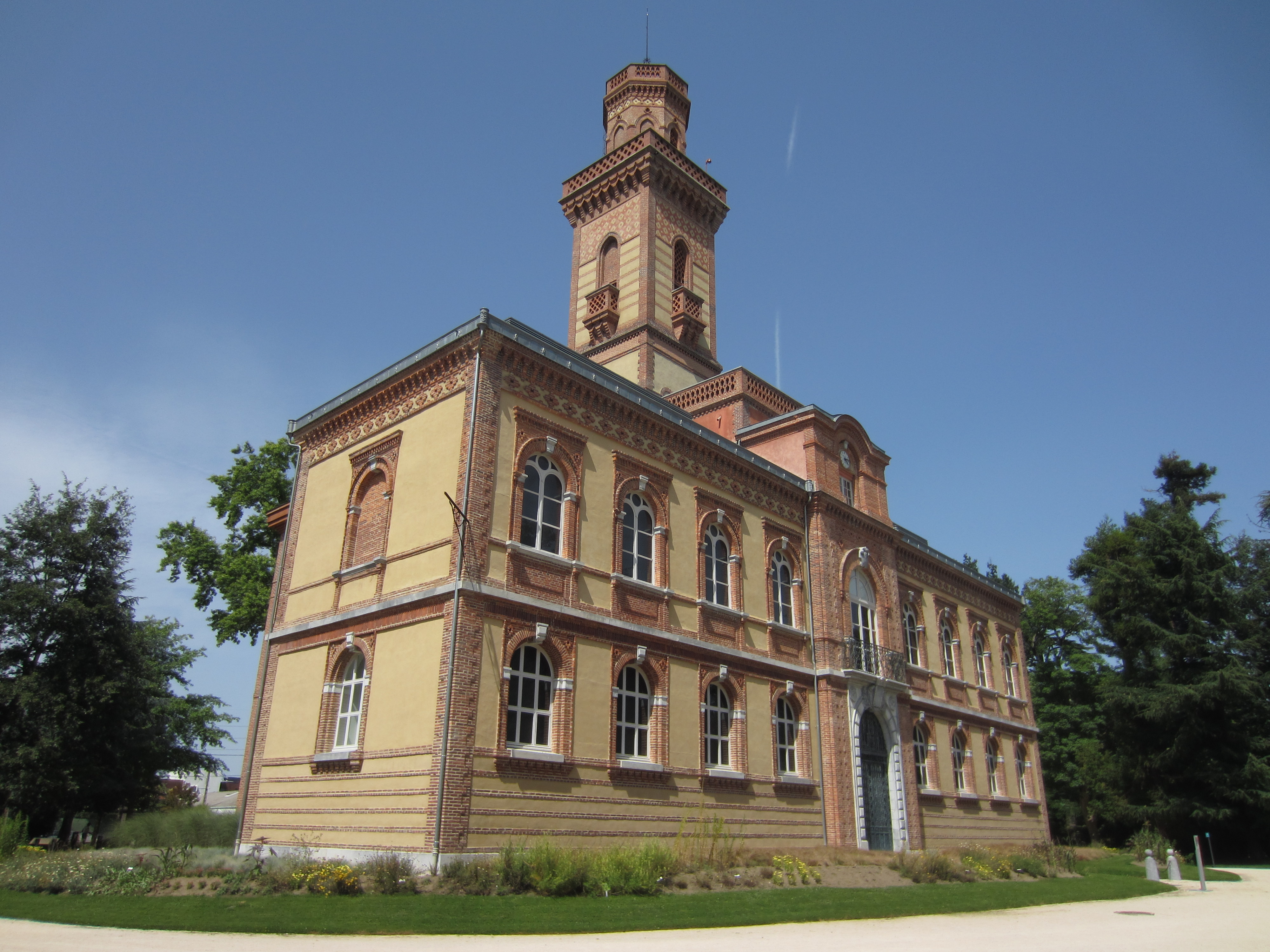
Bâtiment.
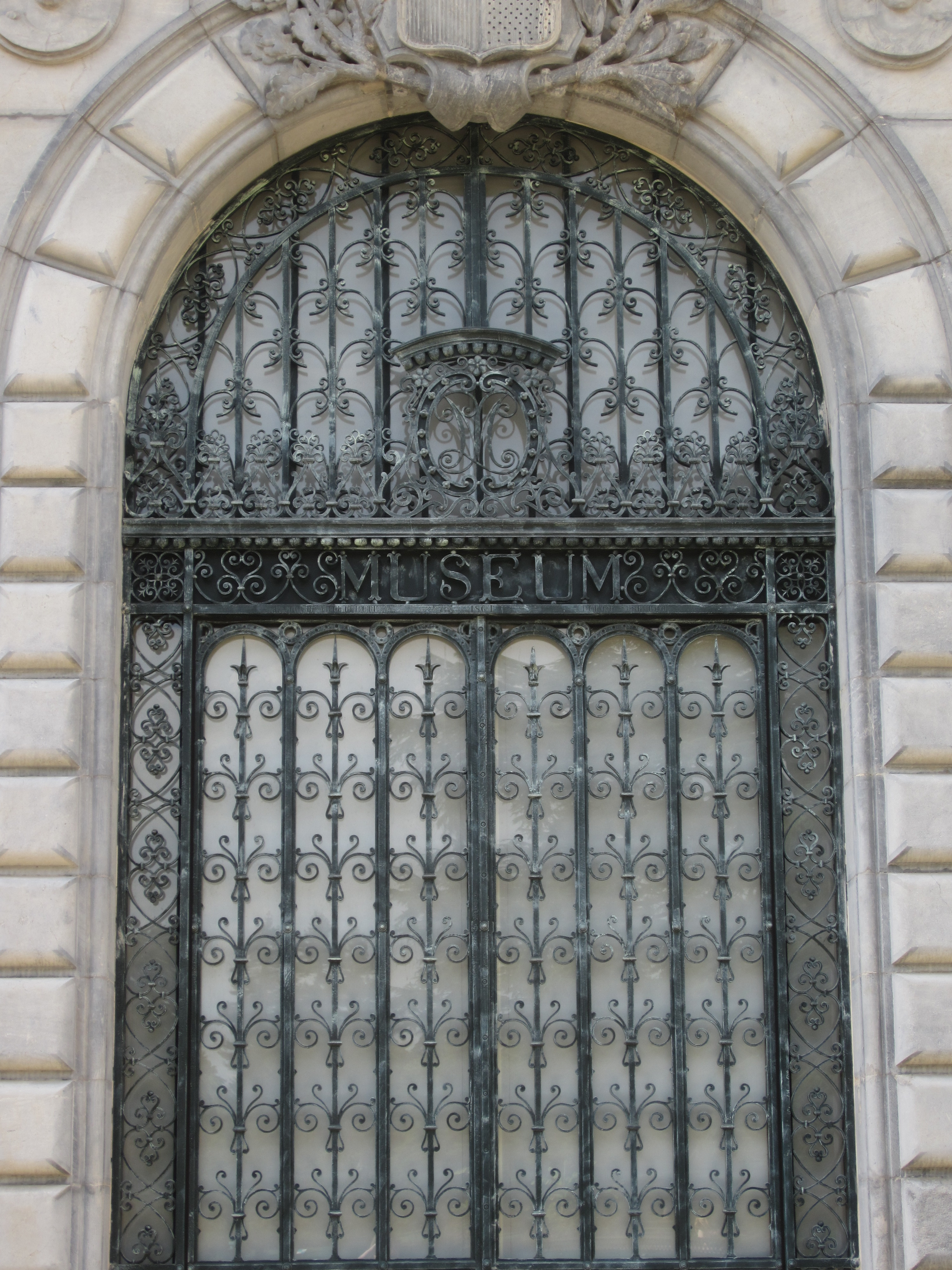
Ancienne grille d'entrée.
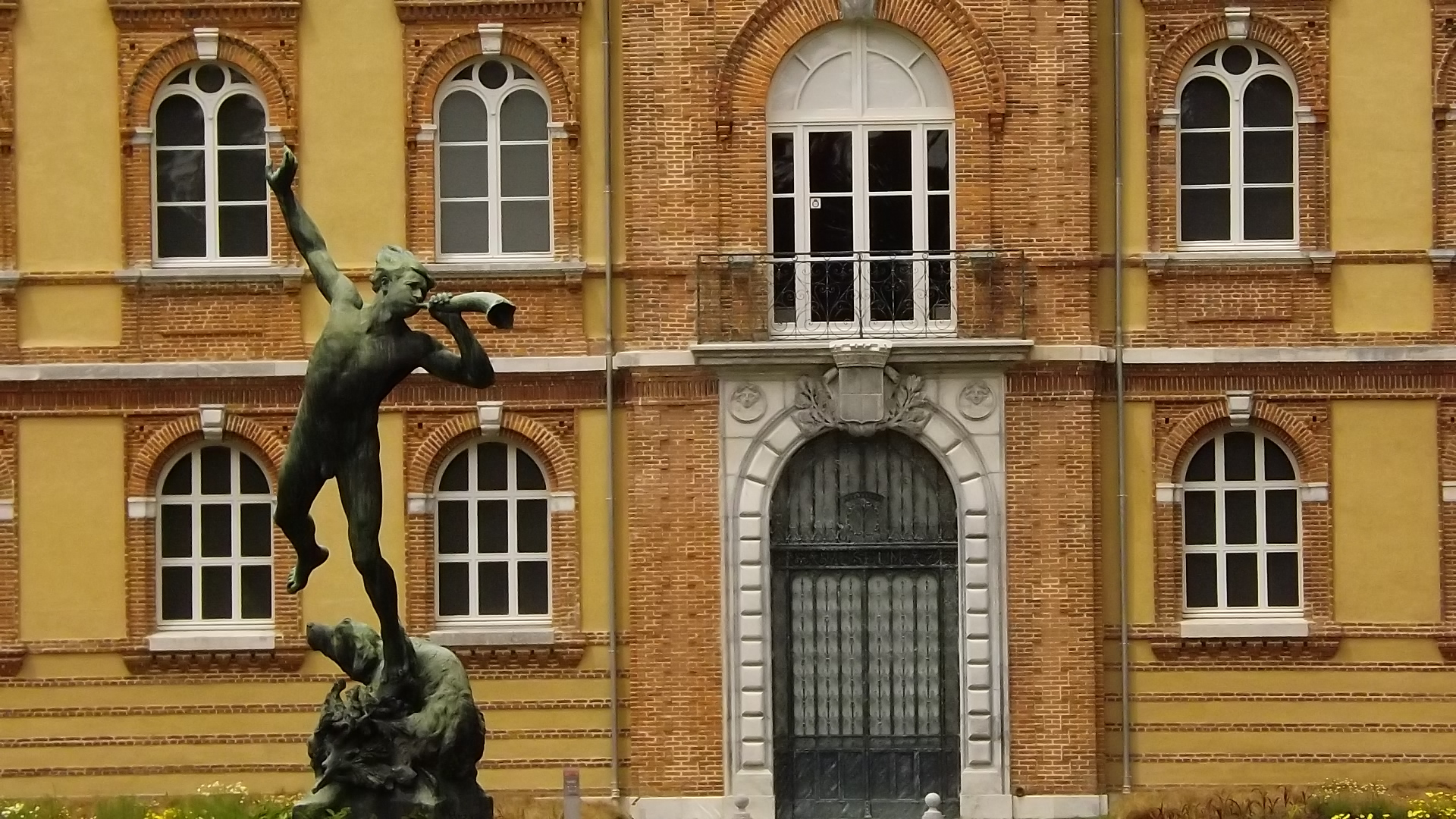
Détails de la façade.
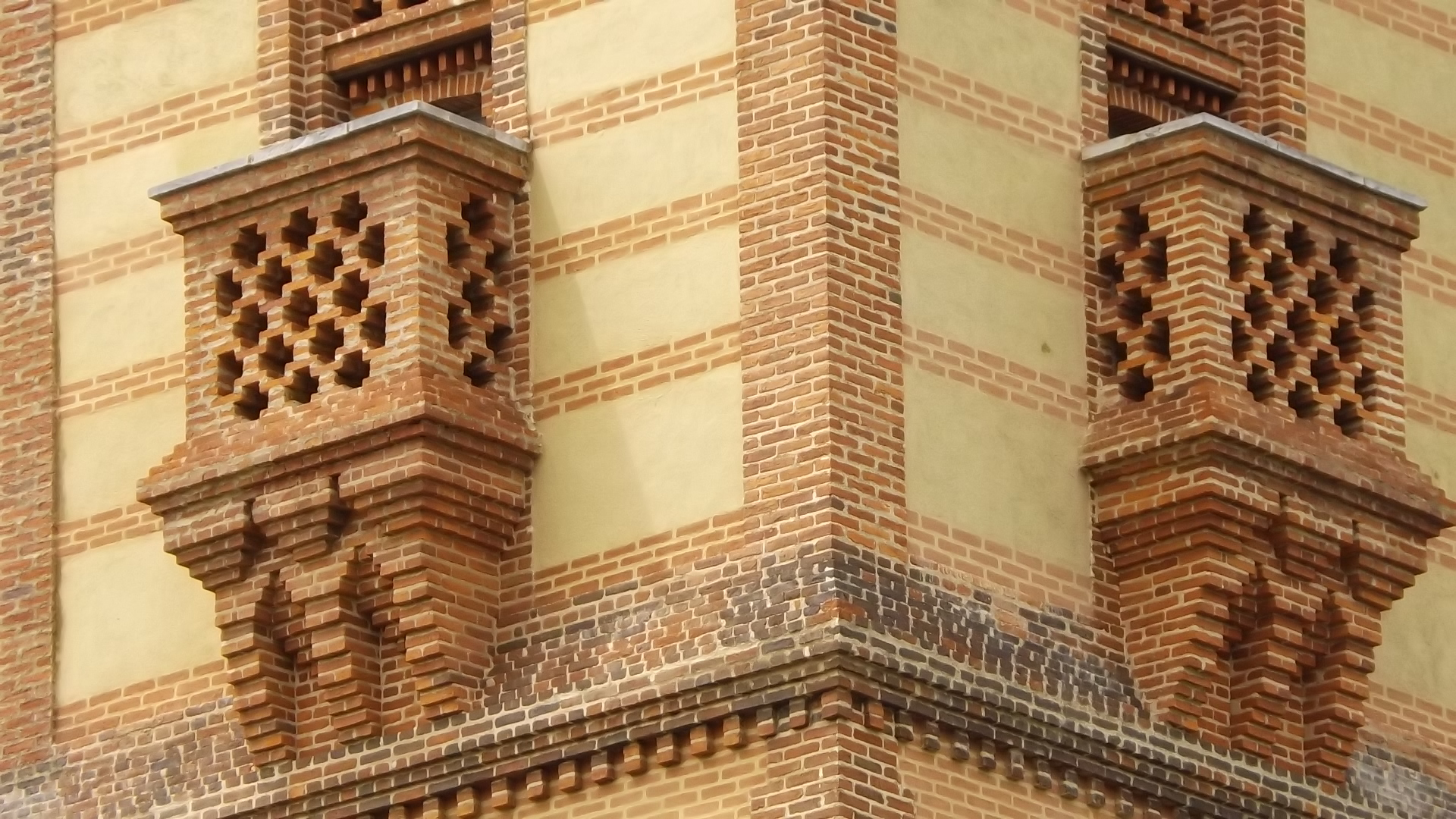
Détails de la tour d'observation.

## Collections

### La collection historique des hussards
La collection « historique des hussards », qui a acquis une réputation internationale, rassemble plus de 15 000 objets évoquant 400 ans d’histoire, du XVIe au XXe siècle, dans trente pays différents. Elle a été constituée à partir de 1955 par Marcel Boulin, alors conservateur du musée, pour lier l'élevage du cheval anglo-arabe à la présence des régiments de hussards en garnison à Tarbes. La présentation au public, dans le musée rénové, suivra un déroulement chronologique de l'épopée des hussards de 1545 à 1945. Le parcours muséographique, faisant appel aux nouvelles technologies multimédia, permettra de découvrir deux cents mannequins et bustes, six cents armes et une centaine de peintures d'artistes tels que Horace Vernet, Ernest Meissonnier ou Édouard Detaille.

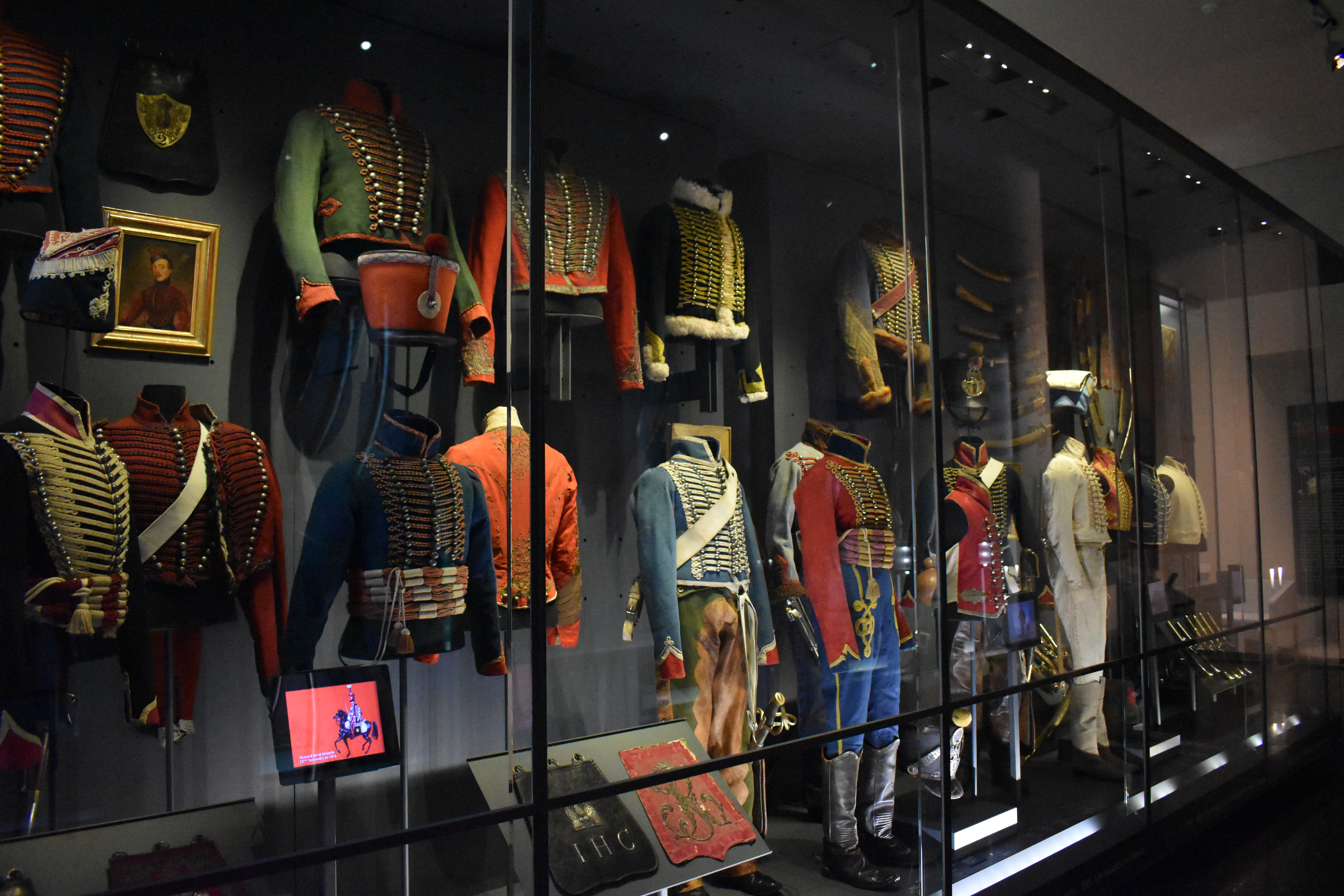
Uniformes de hussards.
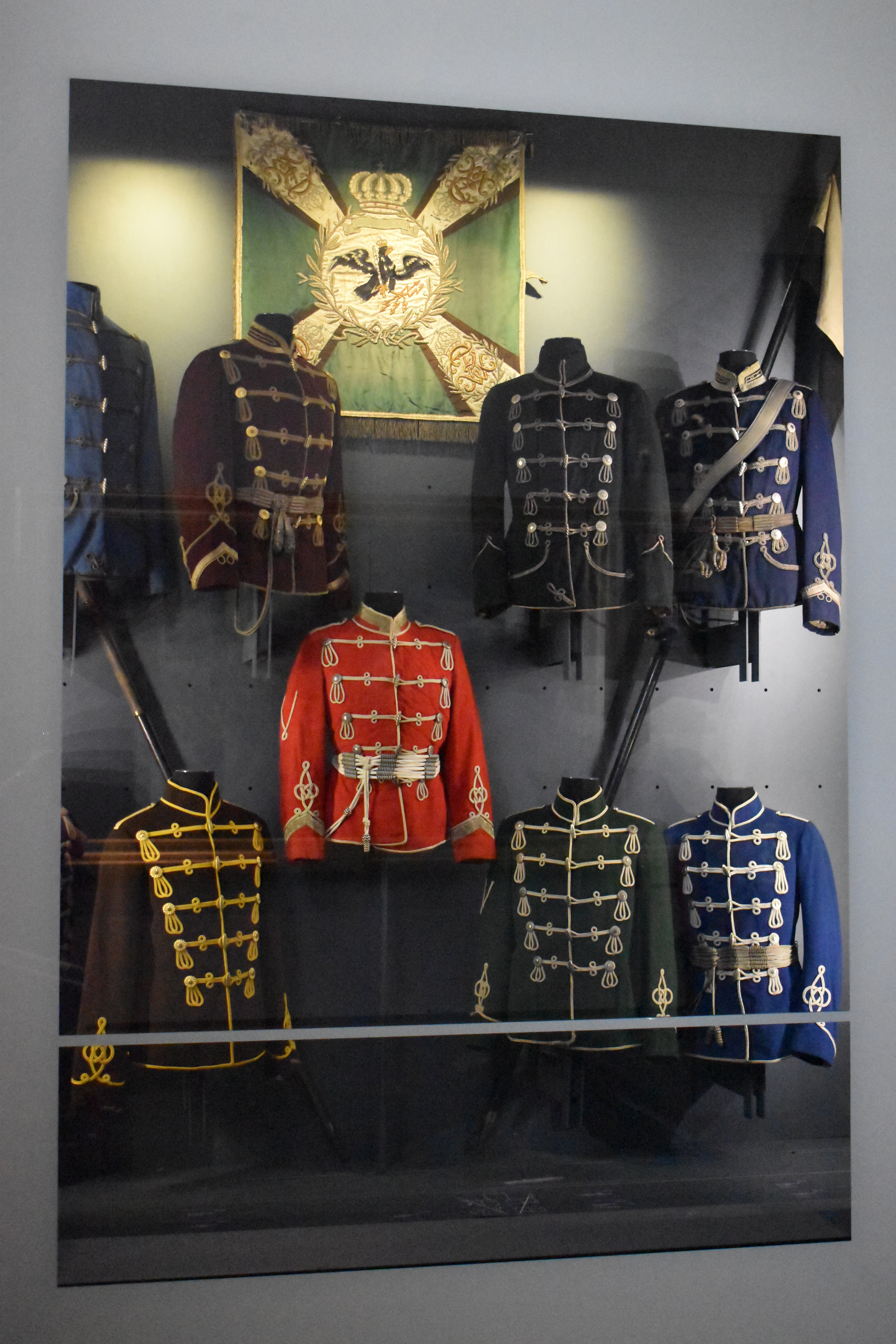
Uniformes de hussards.
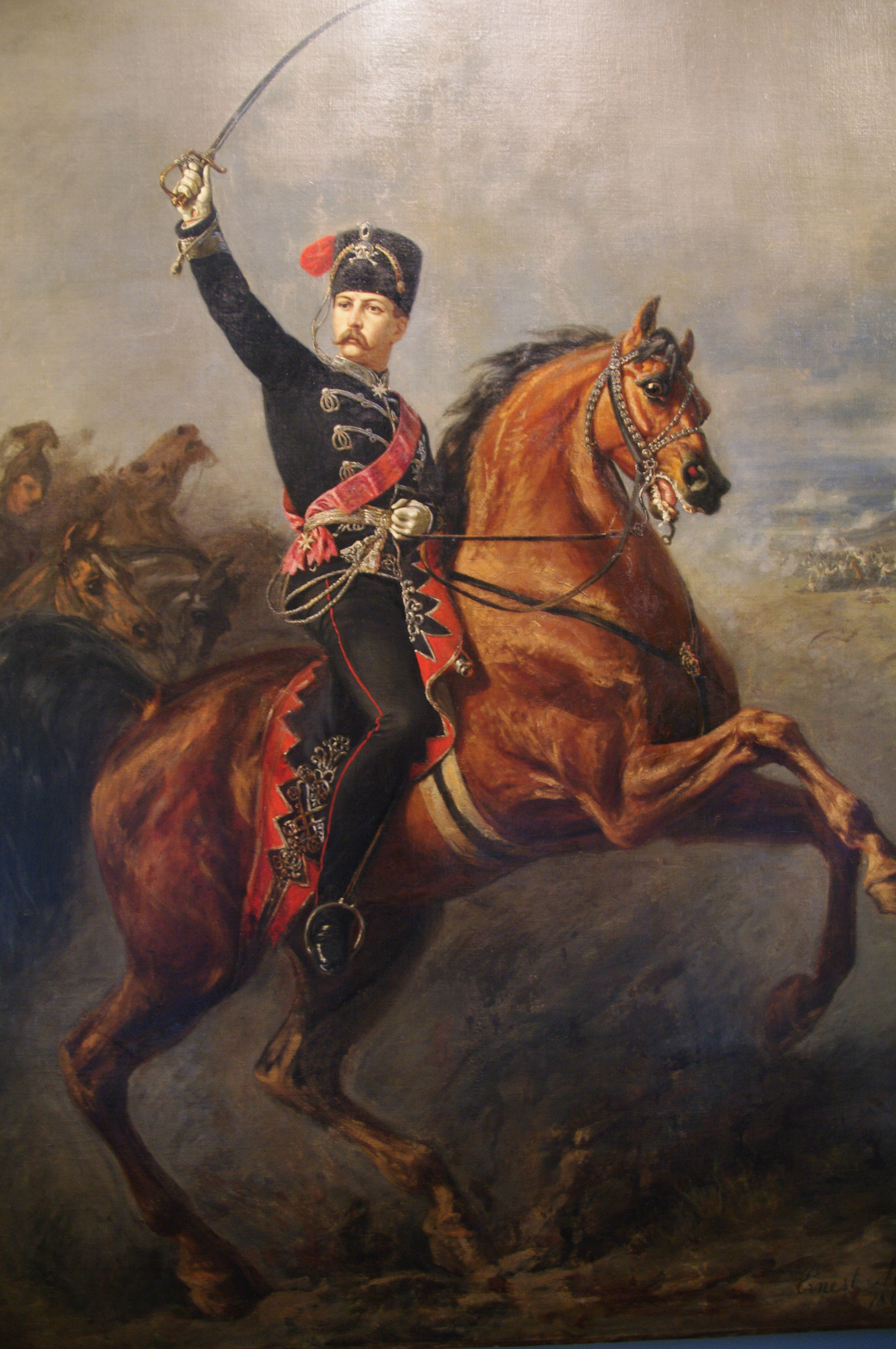
Charles de Prusse à Sadova, 1866, E Meistier.
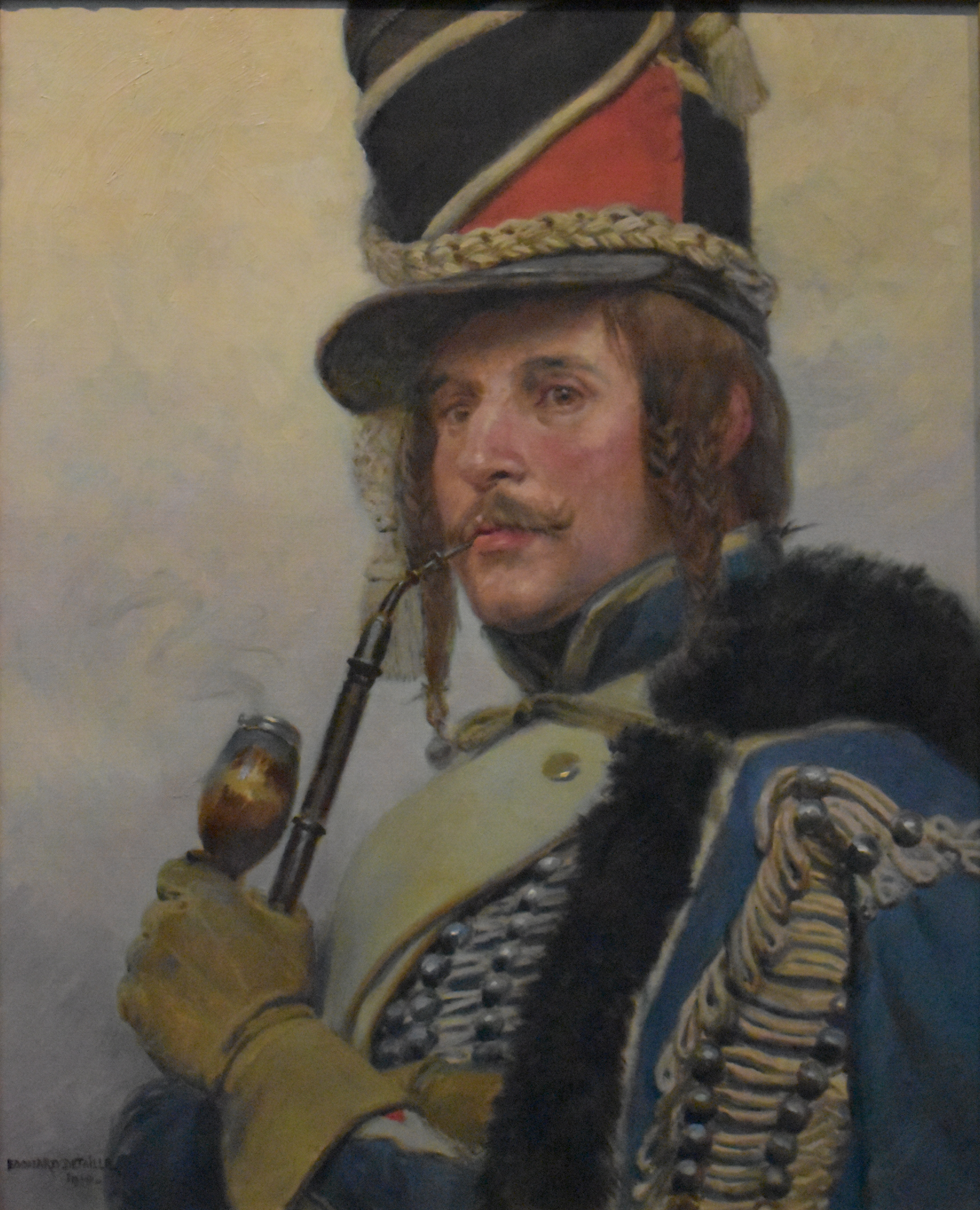
Hussard fumant la pipe par Édouard Detaille, 1910.
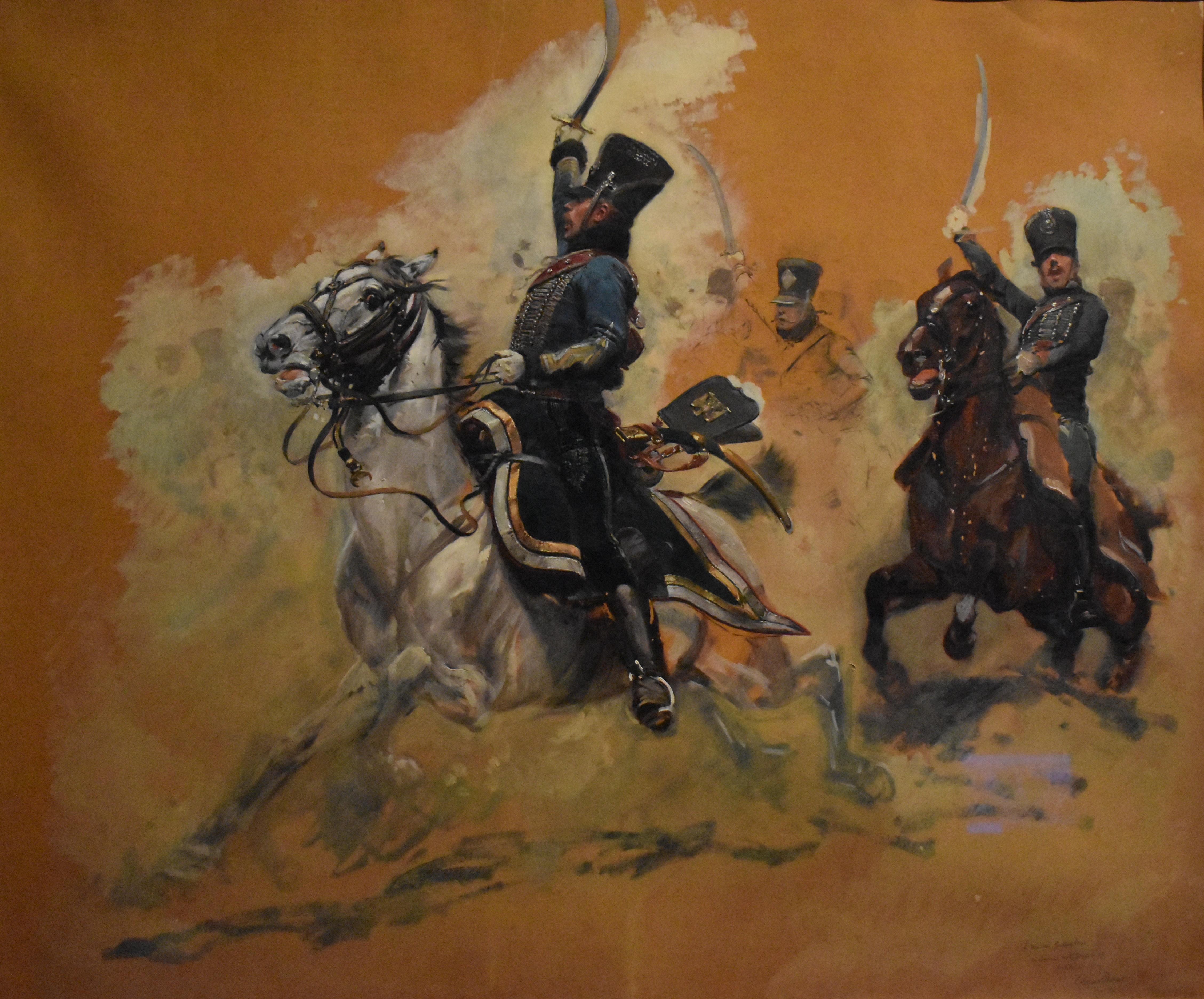
Charge de hussards du 1e Empire par Édouard Detaille, 1891.
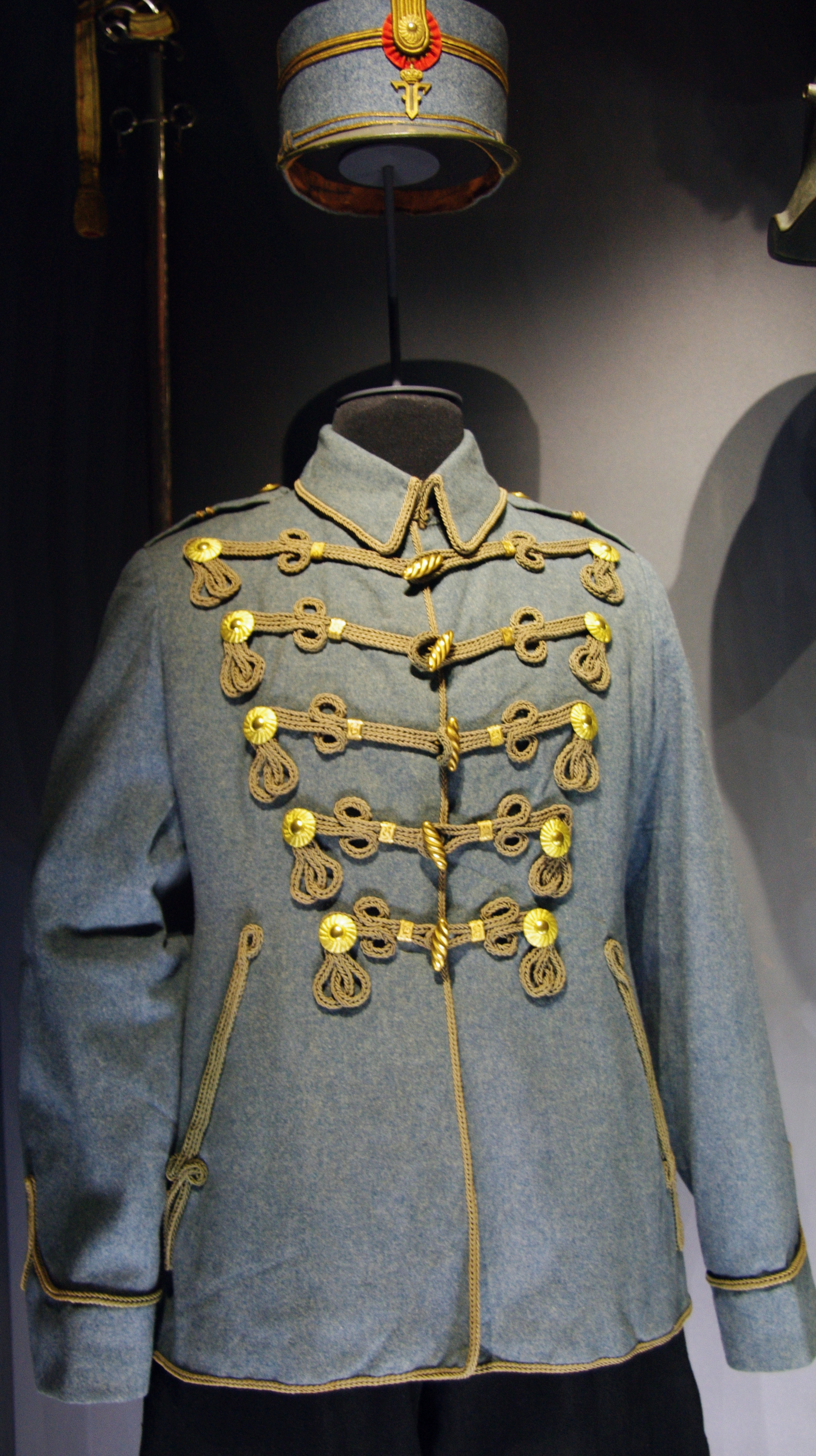
Officier hussard de Calarash, Roumanie, 1916 .
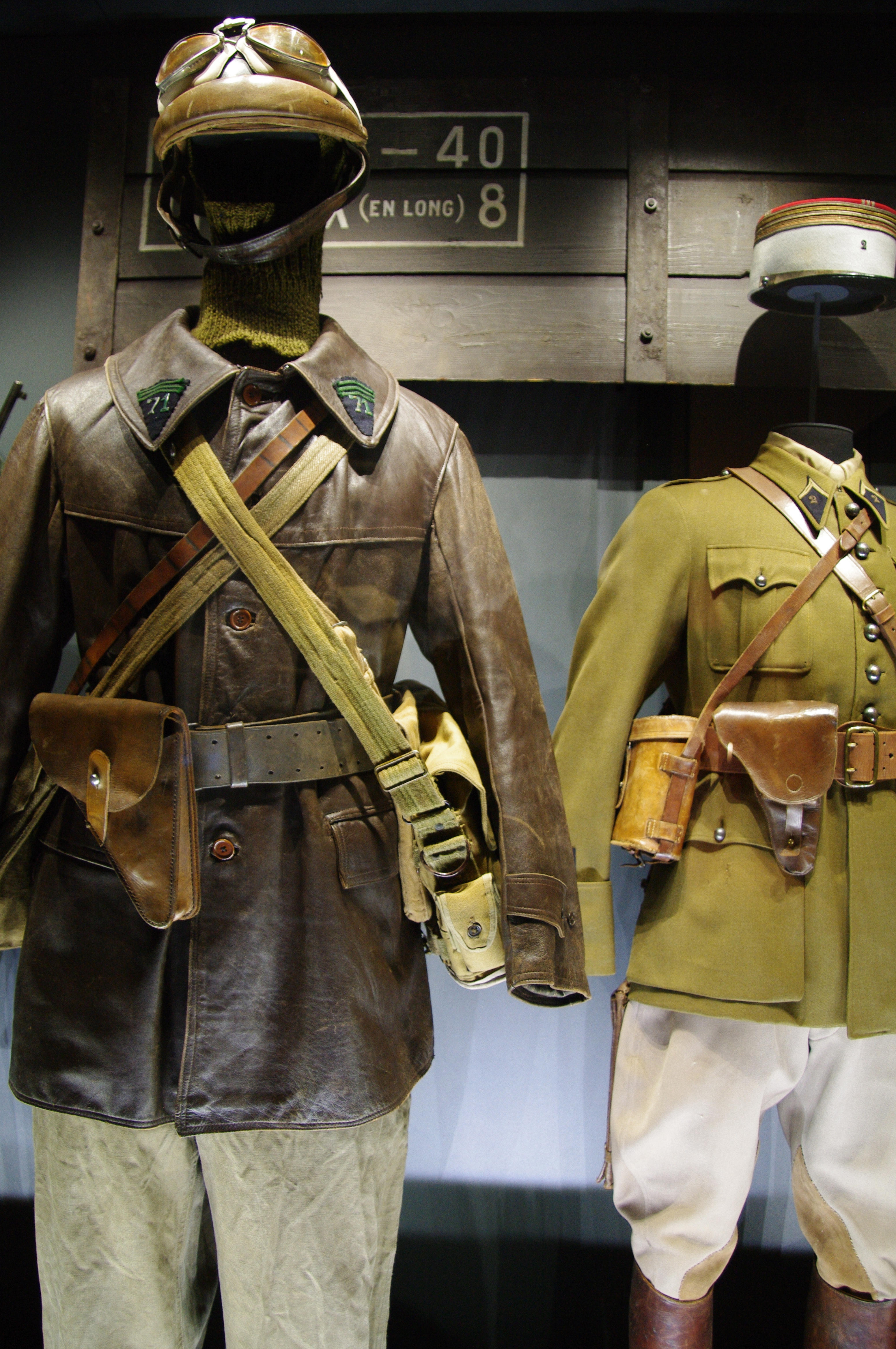
Hussard motocycliste  (71 GRDI) et lieutenant 2e hussard, France, 1940.

### La collection beaux-arts
La collection « beaux-arts » a été constituée à partir de la donation d'Achille Jubinal, député des Hautes-Pyrénées qui fut maire de Bagnères-de-Bigorre au XIXe siècle. Elle rassemble des œuvres majeures de l'école italienne du XVIe et XVIIe siècles (Girolamo del Pacchia, Matteo Rosselli, Donato Creti, Antonio Pellegrini), d'autres de l'école espagnole ainsi que des écoles hollandaise et flamande des XVIe et XVIIe siècles (Pieter Coecke van Aelst, Hans Vredeman de Vries, Peter Wtewael, Hendrick de Clerck, Frans II Francken, Paul De Vos, Thomas de Keyser, Cornelis Janssens van Ceulen, Sébastien Vrancx, Pieter Van Laer, Johann Georg Platzer) tandis que l'école française comprend des œuvres des XVIIe et XVIIIe siècles (Jean Tassel, Jean-Baptiste Leprince) et du XIXe siècle (Baron Gérard, Jean-Léon Gérôme, Charles-François Daubigny, Adrien Dauzats, Johan Barthold Jongkind, Maurice Utrillo). Elle a été enrichie par d'autres dons, comme ceux de la famille Fould et de la Société académique des Hautes-Pyrénées, ainsi que par des dépôts consentis par l'État. La collection du XXe siècle comprend le tableau La préfecture des Hautes-Pyrénées à Tarbes (1935) de Maurice Utrillo et diverses peintures du bigourdan Henri Borde.

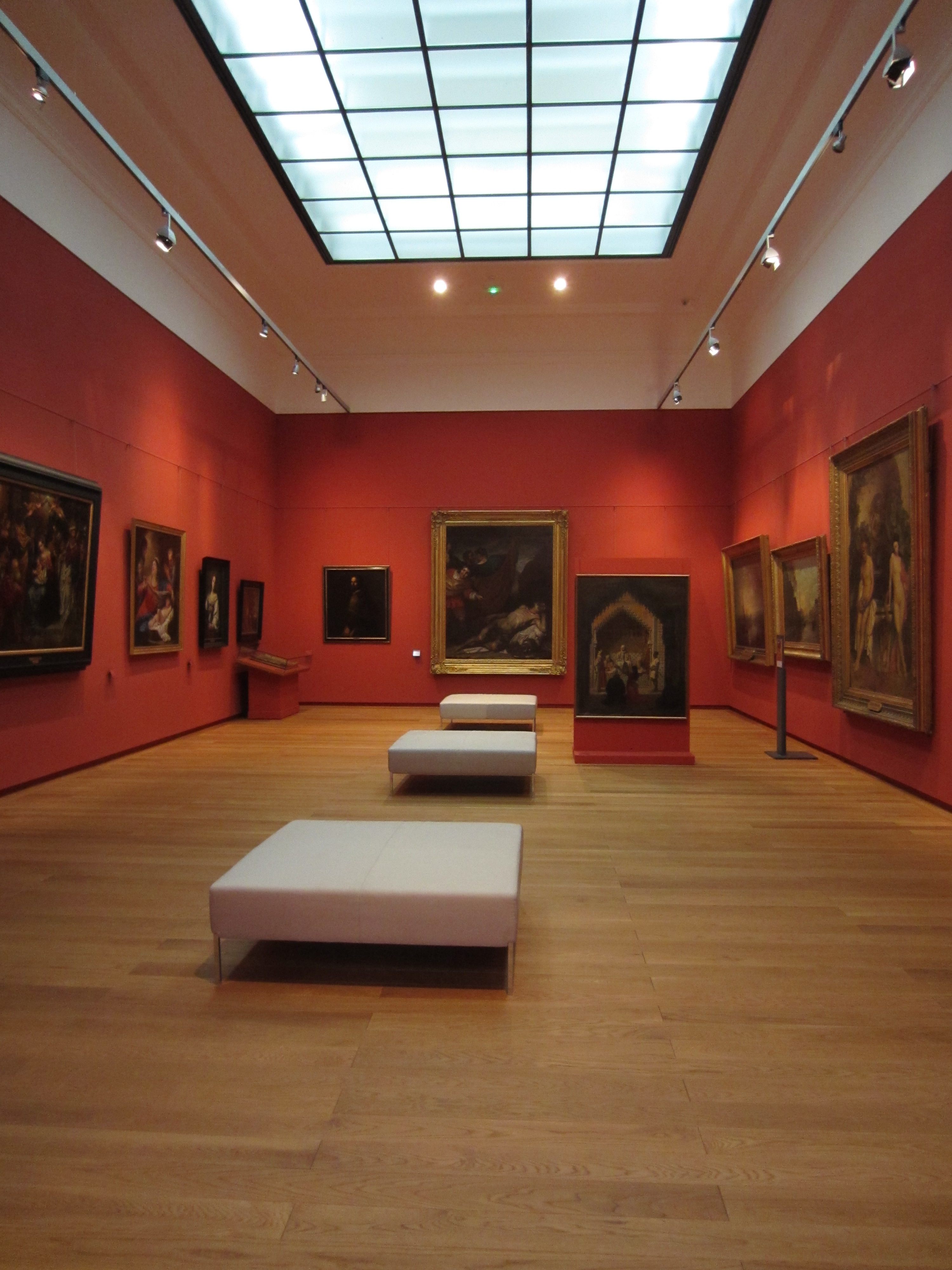
Galerie des Beaux-Arts.
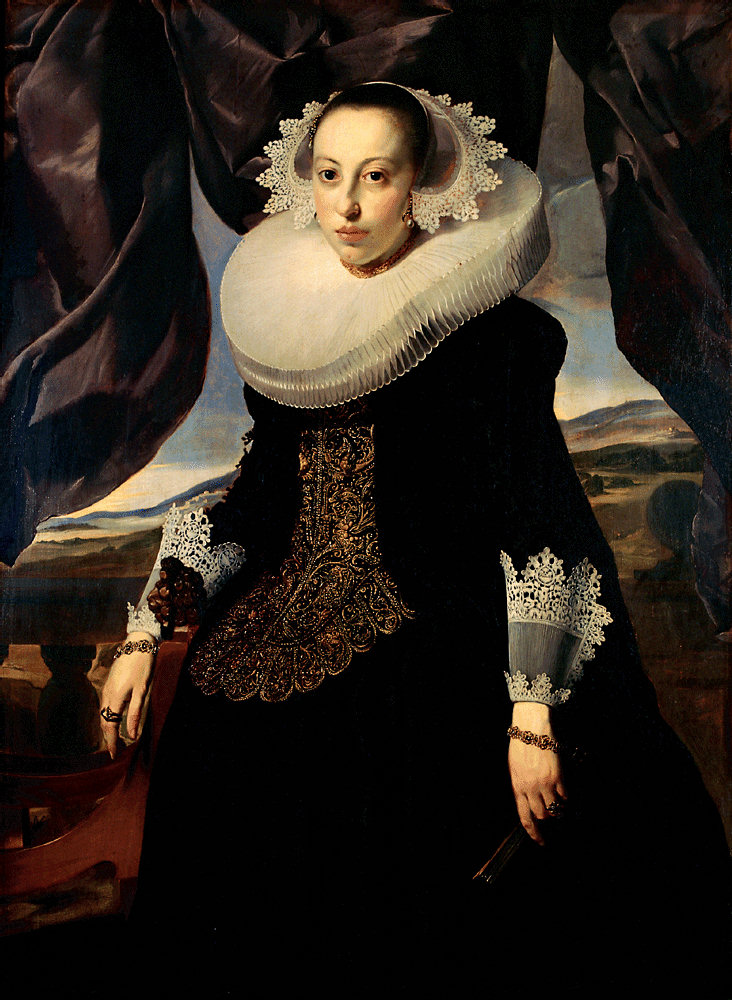
Portrait d'une jeune Hollandaise, Thomas de Keyser, 1631.
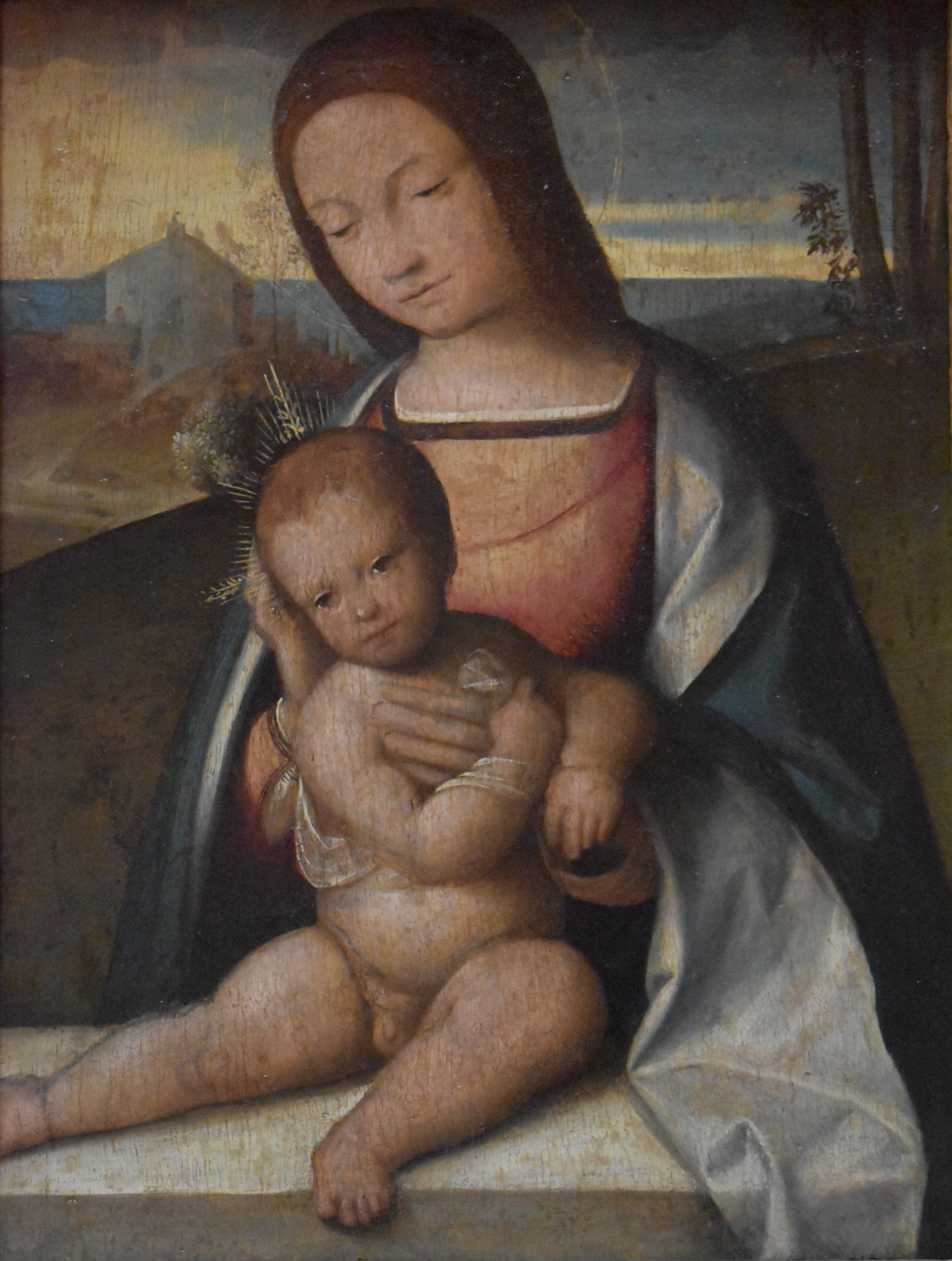
Vierge à l'enfant par Benvenuto Tisi (Il Garofalo), 1510.
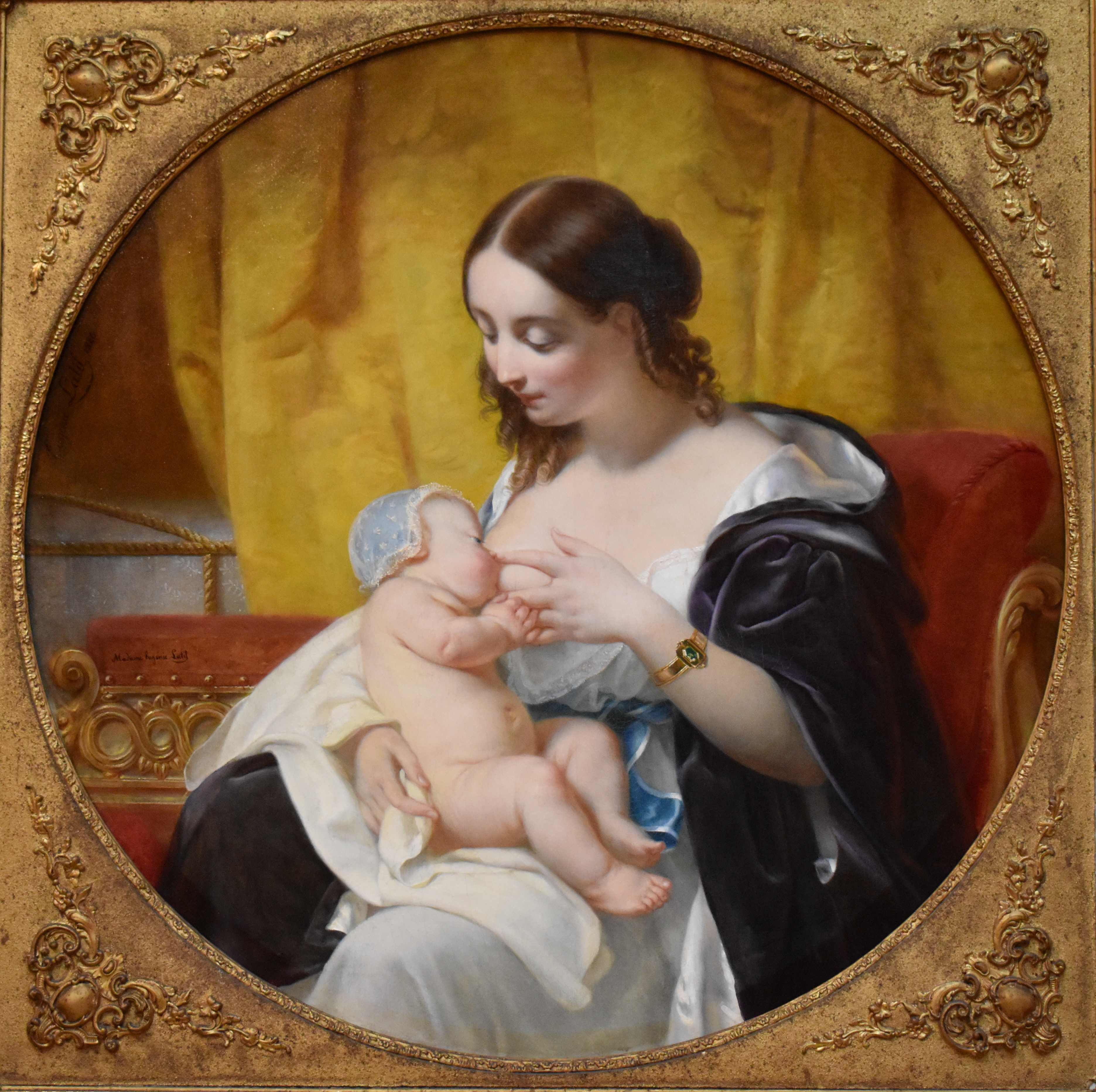
La nourrice par Eugénie Latil, 1846.
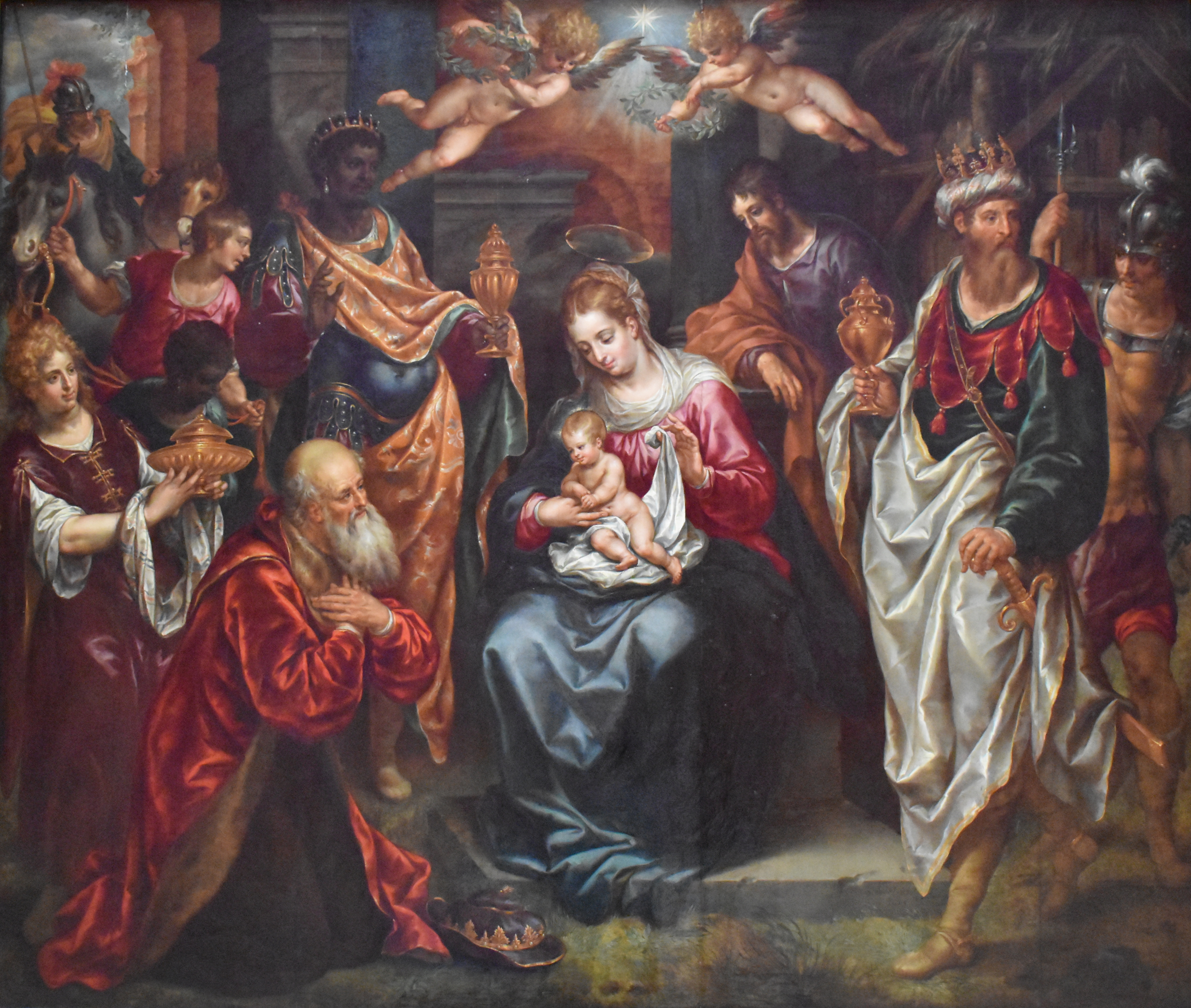
Adoration des Mages par Hendrick de Clerck, 1614.
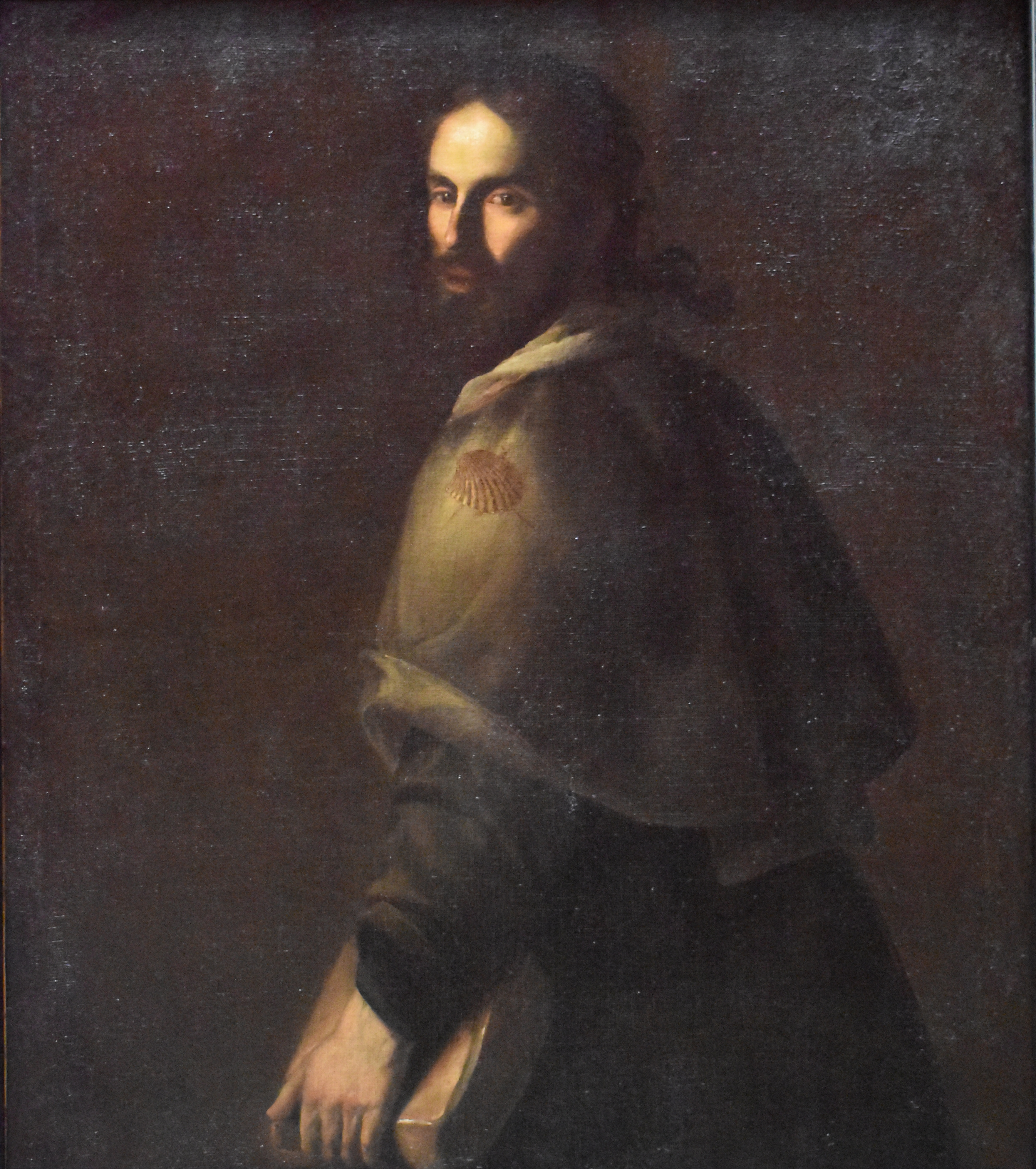
Saint Jacques, anonyme, XVIIe siècle.

### La collection d'arts et traditions populaires «Bigorre et quatre vallées»
La collection « Bigorre et quatre vallées » est constituée d’un fonds ethnographique, centré sur la vie rurale et l'agropastoralisme et d’un fonds archéologique concernant l’histoire des Hautes-Pyrénées et de ses habitants. Plus de 6 000 objets illustrant les modes de vie et les comportements des populations vivant ou ayant vécu sur ce territoire ont été rassemblés. Le milieu pyrénéen a privilégié les divers aspects d’une société agro-pastorale et la personnalité du conservateur a mis l’accent sur les technologies.